# استنلی کاول
استنلی لوییس کاول (به انگلیسی: Stanley Cavell) (۱ سپتامبر ۱۹۲۶–۱۹ ژوئن ۲۰۱۸) فیلسوف آمریکایی و استاد ممتاز زیبایی‌شناسی در دانشگاه هاروارد بود.